# Anna Olkowska-Jacyno
Anna Olkowska-Jacyno (ur. 6 października 1973 w Przasnyszu) – polska urzędniczka samorządowa i dziennikarka, od 2024 drugi wicewojewoda pomorski.

## Życiorys
Pochodzi z Przasnysza. Ukończyła studia politologiczne z przygotowaniem pedagogicznym na Uniwersytecie Gdańskim. Kształciła się podyplomowo w zakresie tematyki unijnej dla urzędników samorządowych (Uniwersytet Gdański), organizacji i finansowania rewitalizacji miast (Szkoła Główna Handlowa w Warszawie) oraz zarządzania zasobami ludzkimi (Uniwersytet Gdański).
Początkowo pracowała jako dziennikarka. Następnie przez ponad 15 lat zatrudniona w instytucjach samorządowych, w tym w Urzędzie Miasta Malborka. Była kierownikiem ośrodka kultury w Malborku. Została pełnomocnikiem burmistrza tego miasta ds. rewitalizacji i koordynator ds. dostępności. Zaangażowała się w działalność polityczną w ramach Sojuszu Lewicy Demokratycznej i Nowej Lewicy, została wiceprzewodniczącą zarządu wojewódzkiego i członkiem rady krajowej partii. Bez powodzenia kandydowała do rady miejskiej Malborka w 2002, 2006 i 2010, do rady powiatu malborskiego w 2018, do Sejmu w 2023 oraz do sejmiku pomorskiego w 2024.
8 marca 2024 została powołana na stanowisko drugiego wicewojewody pomorskiego. 
Jest mężatką.